# Бафра

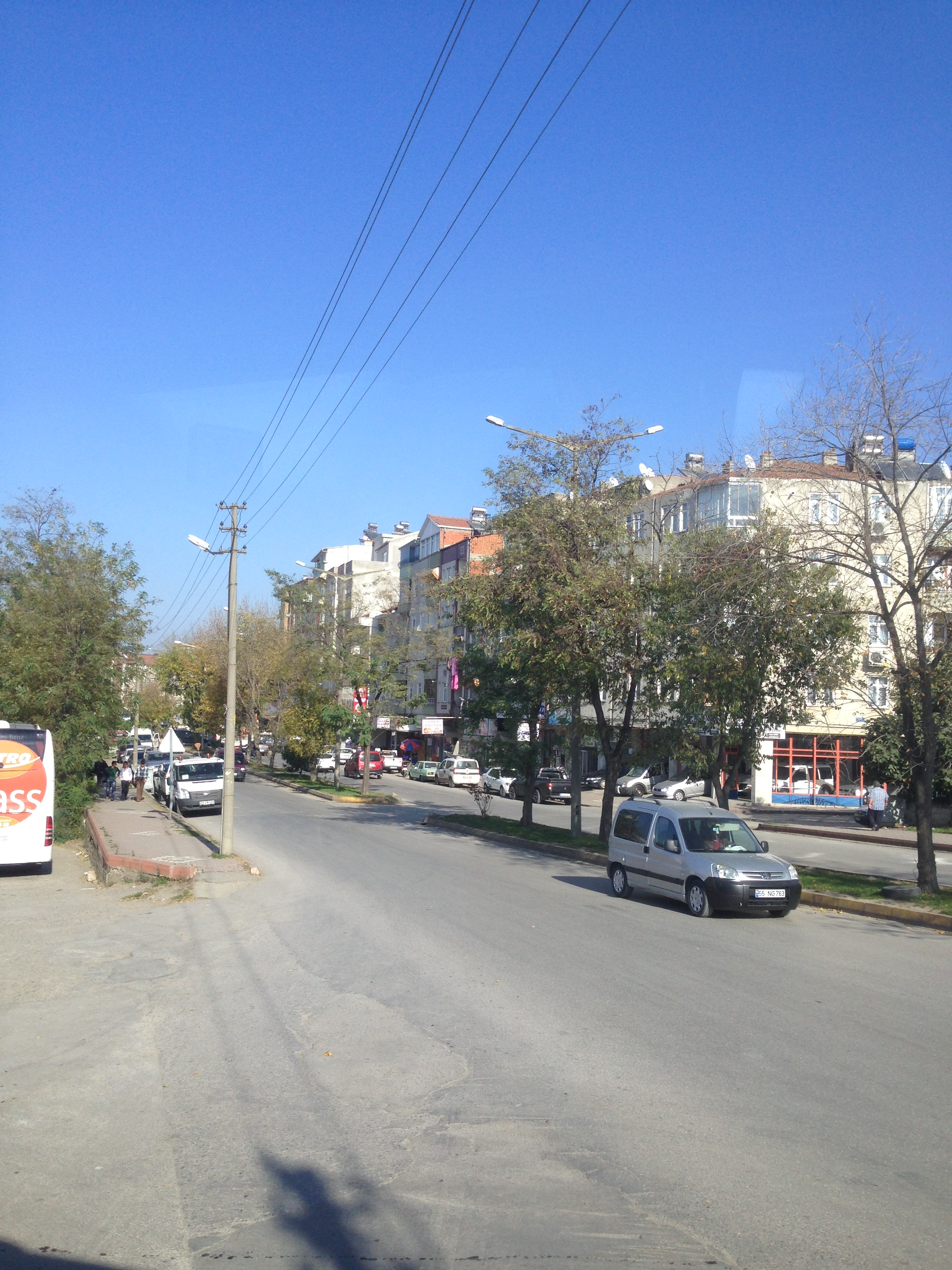
Вид на район Бафра

Бафра (тур. Bafra, греч. Πάφρα) — район в области Самсун в Турции, расположен по дороге Синоп — Самсун, на правом берегу реки Кызылырмак.

## История
В 1912 году в городе и районе проживали: мусульмане — 41 048 человек, греки — 37 495 человек, армяне — 1 110 человек.
Бафра была резиденцией православного митрополита, и в городе был православный храм святой Марины. Город и область были известны своей лесной продукцией и табаком.
С началом Первой мировой войны армянское население было практически истреблено. Греческое население тоже подверглось гонениям, но, образовав отряды самообороны, перешло к партизанской войне. Гора Небиян-Даг (Бюньян-Даг, Nebiyan Dağ, Bünyan Dağ, Νελτές ή Νεπιέν Νταγ), южнее Бафры, в 1915—1918 годы стала театром ожесточённых боев между греческими отрядами самообороны и турецкой жандармерией.
В апреле 1917 года большие силы турецкой армии обложили в деревне Откайя (От-Кайя, Otkaya, Ότκαγια ή Οτ Καγιά) на горе Небиян-Даг монастырь Панагия-Магара (Μονή της Παναγίας Μάγαρας), в пещере Панагия (σπηλιά της Παναγίας) оказались 600 (700) женщин и детей и 80 вооружённых партизан. После шести дней обороны оставшиеся в живых партизаны предпочли плену самоубийство, женщины и дети сдались в плен, были подвергнуты мучениям на центральной площади в городе Чагсур (Çağşur, Τσαγκσούρ ή Τσασούρ, ныне Эсенчай, Esençay) и выжившие, 83 человека изгнаны в Кастамону. В 1919 году, как акт возмездия, в день Успения Пресвятой Богородицы (15 августа) епископ Евфимий собрал у турецкого городка Чагсур 12 тысяч партизан под командованием Кирьякоса Пападопулоса (Κυριάκος Παπαδόπουλος), которые уничтожили всех вооружённых турок этого городка и 367 мирных жителей, а также сожгли многие дома в городе.
В 1923 году коренное православное греческое население Бафры и области, хотя и туркоязычное в своём большинстве (в отличие от других регионов Понта), также подверглось насильственному обмену-депортации в Грецию. Беженцы из Бафры основали село Неа-Бафра (Центральная Македония).

## Археология
В Икизтепе найдены аретефакты, относящиеся к XXXII—XXI векам до н. э. — круглая глиняная платформа, два ножа из обсидиана. В соседнем захоронении обнаружено около 700 человеческих черепов, на 14 из которых найдены следы трепанации. Люди, подвергшиеся трепанации черепа при помощи обсидиановых ножей, жили после этого ещё как минимум два-три года, так как кости черепа начали срастаться.